# ニコラ・ヴルーゲルス
ニコラ・ヴルーゲルス（Nicolas Vleughels、1668年12月6日 - 1737年12月11日）はフランスの画家である。1725年から没する1737年の間、在ローマ・フランス・アカデミーの校長を務めた。

## 略歴
パリで生まれた。父親のフィリップ・ヴルーゲルス（Philippe Vleughels:1619-1694）はアントウェルペン出身の画家で、パリで活動する多くのオランダ人芸術家の中で育った。美術はピエール・ミニャール(Pierre Mignard:1612–1695)から学んだとされる。
画家としてはバロック絵画のスタイルの歴史画や神話を題材にした作品を描いた。ルネサンス期のイタリア人画家、パオロ・ヴェロネーゼの影響が見られるとされる。
ローマに留学する若い芸術家を育成するために作られた、在ローマ・フランス・アカデミーの校長としての活動で知られている。1724年から1737年までアカデミーで働き、1725年からは校長を務めた。イタリア全土を旅し、それぞれの地域で訪れるべき場所や作品を調べ、有望な画家たちに訪れるように勧めた。ヴルーゲルスの教えた学生には、エティエンヌ・ジョーラ(Etienne Jeaurat:1699-1789）やピエール・シュプレイラス（Pierre Subleyras）らがいる。
ロザルバ・カッリエーラ(Rosalba Carriera:1673-1757)らのイタリアの画家とも友人となり、イタリアの画家、建築家のジョバンニ・パオロ・パンニーニとは義理の兄弟になった。ローマに滞在したフランス大使ともよい関係を築いた。ローマの有力者から資金援助設けた。アカデミーをマンチーニ宮殿（Palazzo Mancini）にも広げ、宮殿は18世紀の間アカデミーの施設として使われた。

## 作品

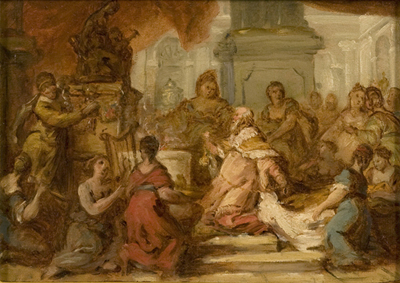
The Idolatry of Solomon
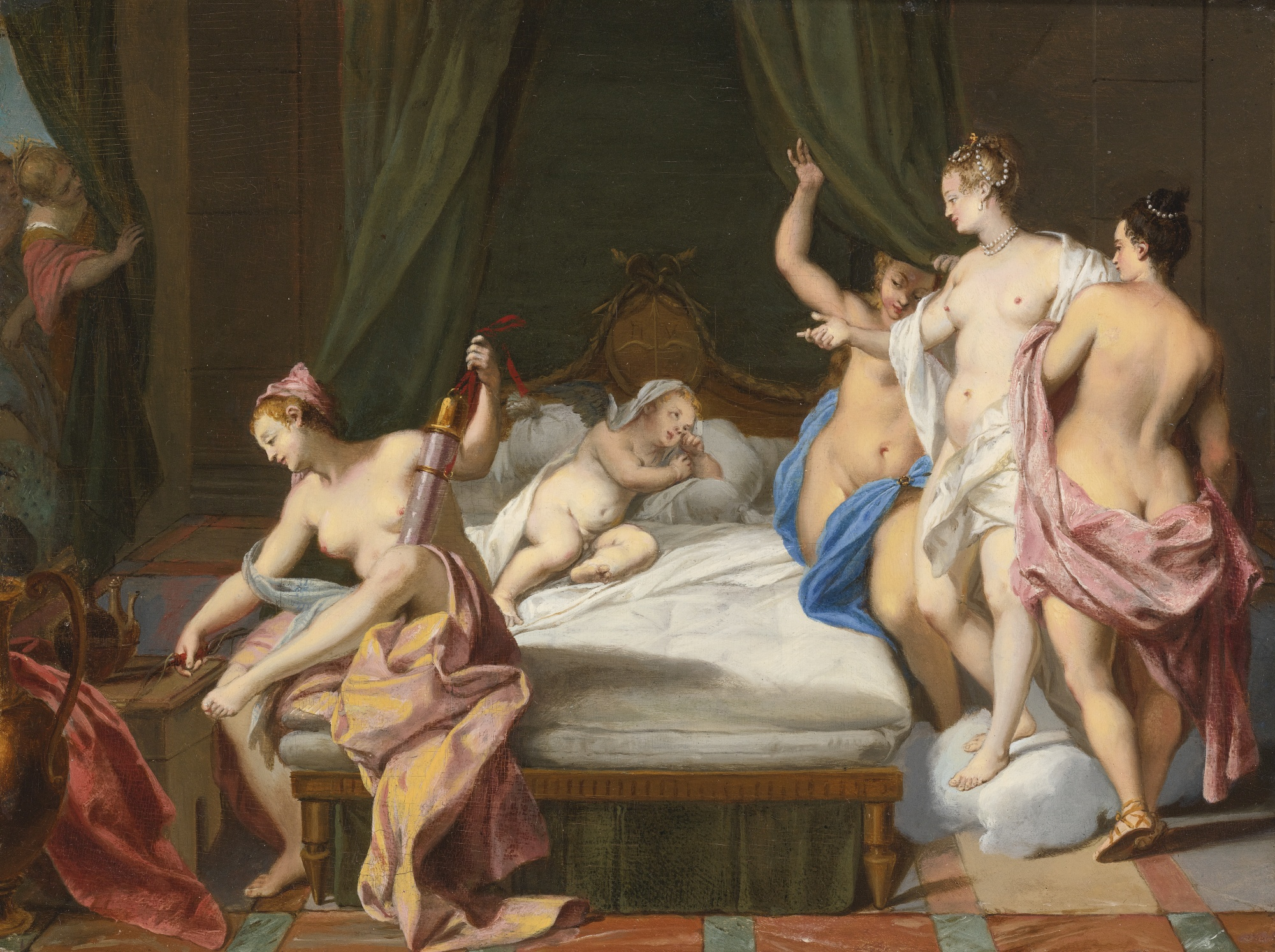
ヴィーナスと三美神(1725)
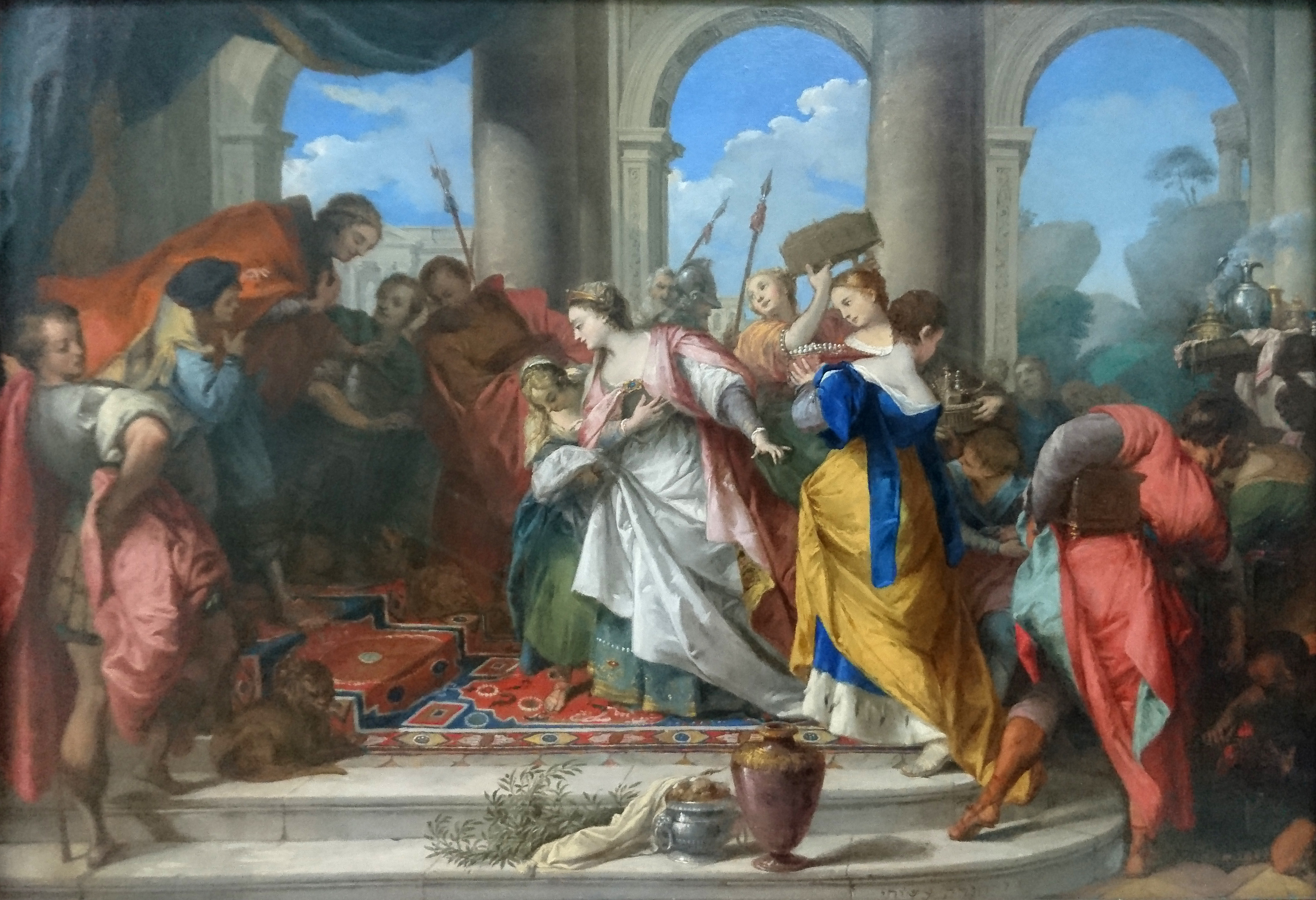
ソロモンとシバの女王(1728)